# Pletyzmografia segmentarna
Pletyzmografia segmentarna – badanie polegające na rejestracji granicznych zmian w objętości kończyny, do którego dochodzi w czasie pracy serca.

## Podział pletyzmografii
1. Pletyzmografia stain gauge z użyciem czujnika z elastycznej rurki wypełnionej rtęcią, indem lub galem, których oporność zależy od rozciągnięcia. Metoda rzadko stosowana, głównie w celach naukowych.
2. Pletyzmografia impedancyjna z użyciem elektrody przyklejonej do skóry.
3. Pletyzmografia pneumatycznej oscylometrii z użyciem czujnika w postaci opaski wypełnianej powietrzem (podobne do mankietów sfingomanometru). Jest to najczęściej używana metoda.

## Wskazania
Wykorzystywana do długoterminowego monitorowania postępu zmian upośledzających przepływ w tętnicach kończyn.

## Wyniki
Pozwala na rozpoznanie i lokalizacje istotnych zwężeń tętnicy, a co za tym idzie oceny symetrii ukrwienia kończyn i półilościową ocenę stopnia niedokrwienia.  Dokładność oceny z użyciem pletyzmografu w porównaniu z angiografią wynosi 85%, a połączenie obu metod zwiększa ją do ponad 95%.
Metoda ta również pozwala na zweryfikowanie zawyżonego ciśnienia segmentarnego u pacjentów z cukrzycą (znaczne zwapnienie tętnic).